# インドネシア・エアアジア X
インドネシア・エアアジア・エクストラ (Indonesia AirAsia eXtra、インドネシア・エアアジア X) は、インドネシアのデンパサール（バリ島）を拠点とする同国の格安航空会社であった。

## 概要
2013年5月にエアアジアの子会社「エアアジア X」と「PT Kirana Anugerah Perkasa (PTKAP)」が、共同出資により設立。長距離路線専門のLCCで主に日本を含む北東アジア、オーストラリア路線へ就航する計画。デンパサール（バリ島）の「ングラ・ライ国際空港」を拠点とする計画である。
また、エアアジア・グループ各社のネットワークで、クアラルンプール、バンコク、デンパサールの3つのハブ空港のネットワークにより、豊富に各社の以遠地点への乗り継ぎが可能としている。
2017年3月17日、国土交通省より外国人国際運送事業の経営許可を取得、5月25日より デンパサール - 成田間に就航した。しかし2019年1月9日には成田国際空港の空港使用料を滞納していること、および1月14日付でデンパサール-成田線の運航を取り止め、日本路線から撤退することが報じられた。

## 沿革
- 2013年5月 : 設立。
- 2014年1月23日 : インドネシア航空当局から運航許可を認可。[要出典]
- 2015年1月15日 : デンパサール - 台北/桃園 に初就航。(2015年9月29日で運休)
- 2015年1月19日 : デンパサール - メルボルン 間に初就航。（2016年8月31日で運休）
- 2015年10月15日 : デンパサール - シドニー 間に就航。（2016年8月31日で運休）
- 2015年12月15日 : ジャカルタ - ジッダ 間に就航
- 2015年12月28日 : デンパサール - クアラルンプール経由 - ムンバイ 間に就航
- 2017年5月25日 : デンパサール - 成田 間に就航、2019年1月14日で運休[5]。
- 2018年5月2日 : ジャカルタ - 成田間に就航[6]、同年9月30日に運休[7]

## 就航都市
- インドネシア
  - デンパサール、ジャカルタ、スラバヤ、ジョグジャカルタ、ソロ
- マレーシア
  - クアラルンプール、ペナン、ジョホールバル
- タイ
  - バンコク/ドンムアン

インドネシア・エアアジアとのコードシェア便を含む。

## 保有機材
- エアバスA320 5機 (180席)
- エアバスA330-300 2機  (C12席、Y365席) - デンパサール-成田間に導入

2018年5月現在

## サービス
- 事前座席指定は有料、足元が広く優先搭乗できる「Hot Seat」、「Quiet Zone[10]」なども有料で選択できる。
- 預け手荷物は有料である。ただし、一部の国内線区間で、15kg以下ならば無料となる。
- 機内食は有償で販売される。事前予約も可能であり、マレーシア料理、多国籍料理、ベジタリアン料理、子供向け料理等から選択可能である[11]。
- 毛布、枕、アイマスクのセットを航空券予約時に購入できるほか、機内販売している[12]。
- ビデオ、オーディオなどが利用できるタブレットを有償で貸し出している[13]。
- プレミアムフラットベッド[14] という、ビジネスクラス相当のサービスがあり、座席はライフラットのベッドになる。事前座席指定、優先チェックイン、ラウンジの利用[15]、優先搭乗、機内食、枕と毛布のレンタル、優先入国審査[16]、機内預け荷物の優先等のサービスがある。料金はエコノミーの約2-3倍である。